# 수주문학상
수주문학상은 민족시인 수주 변영로 선생의 문학정신을 기리기 위해 제정한 문학상이다.

## 역대 수상자 및 작품
- 1999년 제1회 대상 - 문채인 <여게가 도솔천인가> / 우수상 - 김충규, 유종인
- 2000년 제2회 대상 - 김기연 <종로> / 우수상 - 김효정, 고경숙
- 2001년 제3회 대상 - 손택수 <모기 선에 빠지다> / 우수상 - 송진환, 윤정구, 임만근
- 2002년 제4회 대상 - 임하혁 <나무 아래서>[1]
  - 우수상 - 이인주 <달을 키우며>, 정순옥 <강씨 아저씨>, 김정원 <티푸나>
- 2003년 제5회 대상 - 이상윤 <길 끝에 서면 모두가 아름답다> / 우수상 - 박지연, 조연호, 송윤아
- 2004년 제6회 대상 - 김주관 <가뭄에 꾸는 꿈>[2]
  - 우수상 - 박수호 <간고등어를 구우며>, 서상규 <햇살소포를 받다>, 최선민 <달팽이>
- 2005년 제7회 대상 - 이성훈 <밥 한 그릇의 자서전>
  - 우수상 - 배우식 <고로쇠 나무>, 황정순 <태백 가는 길>, 박옥춘 <수국>
- 2006년 제8회 대상 - 임경묵 <질경이의 꿈>[3]
  - 우수상 - 현택훈 <흐린명조체의 시>, 박기동 <동굴탐사>, 정출운 <함석장이 노인>
- 2007년 제9회 대상 - 최은묵 <구두를 벗다>
  - 우수상 - 신혜경 <달전을 부치다>, 이종성 <당진형수사망급래>, 이명윤 <폭설>
- 2008년 제10회 대상 - 이향미(필명 이시하) <새는,> / 우수상 - 이종섶 <버드나무 장례식>, 김우진 <박새의 장례식>, 최준영 <슈패맨의 꿈>
- 2009년 제11회 대상 - 이사랑 <바늘 끝에서 피는 꽃>[4]
  - 우수상 - 강영숙 <무화과 나무>, 강정숙 <달에 관한 기억>, 금미자 <달에 관한 기억> *우수작 제목 동일
- 2010년 제12회 대상 - 송의철 <노을 격포> / 우수상 - 김대호 <하늘에 별 총총>, 박윤근 <삐비꽃>, 이명예 <난 헌옷이다>
- 2011년 제13회 대상 - 홍순영 <우산을 새라고 불러보는 정류장의 오후> / 우수상 - 류흔, 이예미, 금명희
- 2012년 제14회 당선 - 정용화 <거울 속의 거미줄>[5]
- 2013년 제15회 당선 - 심강우 <서술의 방식>[6]
- 2014년 제16회 당선 - 이병일 <기린의 목은 길데없이>[7]
- 2015년 제17회 당선 - 박형권 <쓸쓸함의 비결>[8] 자연의 변화와 기운이 하나의 사물 속에서 감지되는 순간, 세상의 수많은 이야기들이 하나의 무심한 몸짓 속에 감춰져 있는 순간을 행복하게 포착한...
- 2016년 제18회 당선 - 하수현 <쇠정어리고래>: "(전략)쇠정어리고래의 허연 배에 어설픈 현관문 하나 뚝딱 만들어지고”의 시구와 같이, 생생하고 적확한 묘사로 언어의 힘을 세운다. 잡혀온 쇠정어리고래의 해체를 통하여 생활의 파란만장과 삶의 비루함을 여지없이 폭로한다. 뚝심 있는 말과 시선을 견지하면서도 대상을 윽박지르지 않고 이미지가 자연스럽게 걸어 나오게 하는 솜씨도 돋보인다.(후략)" - 이승하(시인. 중앙대 교수), 송찬호(시인)
- 2017년 제19회 당선 - 장유정 <누에>[9] 과거의 시간을 불러내고, 옛 시간이 쌓인 공간 즉 분묘를 누에의 공간으로 바라보지만, 그 유택에 보관된 시간만큼은 둥글고 유연한 것으로 해석하는 부드러운 상상력이 특별...
- 2018년 제20회 당선 - 장정욱 <빨랫줄 저편>
- 2019년 제21회 당선 - 김재원 <동물원>
- 2020년 제22회 당선 - 이동욱 <치(齒)>
- 2021년 제23회 당선 - 박은숙 <남 생각을 했다>
- 2022년 제24회 당선 - 정월향 <그런 온도>
- 2023년 제25회 당선 - 조수일 <먹갈치>
- 2024년 제26회 당선 - 유현성 <아름다운 이 땅에 금수 / 강산에>
- 2025년 제27회 당선 -